# Marie Rose Cayron-Vasselon
Marie Rose Cayron-Vasselon, née le 25 décembre 1859 à Craponne-sur-Arzon et morte le 1er mai 1911 à Paris, est une peintre française.

## Biographie
Marie-Rose-Marguerite Ernestine Vasselon est la fille de Félix Vasselon, employé dans l'administration des Ponts et Chaussées, et de Marie Anna Terrasson.
Élève de Louise Thoret, de Jean-Jacques Henner et de Carolus-Duran, elle expose au Salon à partir de 1879et devient Sociétaire des artistes français en 1884. Elle est essentiellement portraitiste.
En 1891, elle épouse Urbain Antoine Cayron (1852-1919), docteur en médecine.
Elle meurt à son domicile de la rue Myrha, à l'âge de 51 ans. Elle est inhumée le 3 mai 1911 au cimetière du Père-Lachaise.

## Œuvres exposées aux Salons
- Le bagage de Croquemitaine, d’après Timoléon Lobrichon, au Salon de 1878, porcelaine
- Portrait de Mme A. V., au Salon de 1878, porcelaine
- Le miroir des champs, d'après M. Perrault, au Salon de 1879, porcelaine
- Portrait de Mlle M. V., au Salon de 1879, porcelaine
- Portrait de M. S., au Salon de 1880, porcelaine
- Portrait de Mme S., au Salon de 1880, porcelaine
- Portrait de M. Lombard, au Salon de 1881, porcelaine
- Portrait de M. F. V., au Salon de 1881, porcelaine
- Portrait de Mlle Marguerite V., au Salon de 1882
- Portrait de M. T., au Salon de 1882, porcelaine
- Portrait de Mme T., au Salon de 1882, porcelaine
- Portrait de ma sœur, au Salon de 1883
- Portrait de mon père, au Salon de 1884
- Portrait de ma mère, au Salon de 1884
- Portrait de Mme B., au Salon de 1885
- Portrait de Mme T., au Salon de 1886
- Portrait de M. Vasselon, au Salon de 1886
- Portrait de M. Tréhyon, au Salon de 1887
- Portrait de Mlle Vasselon, au Salon de 1887
- Portrait de Mlle M. P., au Salon de 1888
- Portrait de Mlle Marguerite V., au Salon de 1888
- La Madeleine, au Salon de 1889
- Portrait de Mme *, au Salon de 1889
- Portrait de ma mère, au Salon de 1890
- Portrait de Mme P., au Salon de 1891
- Printemps "Jeune fille", au Salon de 1891
- Portrait de Mlle Jeanne Bos, au Salon de 1892
- Portrait de Mme C., au Salon de 1892
- Portrait de M. J. A. B., au Salon de 1895
- Portrait de Mlle N. B., au Salon de 1897
- Portrait de Mme C., au Salon de 1897
- Portrait de Mme X., au Salon de 1898
- Portrait de Marguerite C., au Salon de 1898
- Portrait de Mlle M. D., au Salon de 1899
- Petite fille lisant, au Salon de 1900
- Dans l’atelier, au Salon de 1904
- Portrait de Mme C. T., au Salon de 1905
- Portrait de Mme *, au Salon de 1907
- Portrait de Mme C., au Salon de 1910